# 1519
1519 (MDXIX) je bilo navadno leto, ki se je po julijanskem koledarju začelo na soboto.

## Dogodki
- 10. avgust - iz Sevilje odpluje na pot okrog sveta pet ladij z 270 mornarji pod poveljstvom Ferdinanda Magellana. 8. septembra 1522 se je v Seviljo vrnila samo Victoria pod poveljstvom Juana Sebastiana Elcana z 18 mornarji, s čimer je bilo zaključeno prvo obplutje sveta v zgodovini.

## Rojstva
- 18. januar - Izabela Jagelo, poljska princesa in ogrska kraljica († 1559)
- 16. februar - Gaspard de Coligny, francoski admiral, hugenot († 1572)
- 17. februar - François, vojvoda Guiški, francoski general in politik († 1563)
- 31. marec - Henrik II., francoski kralj († 1559)
- 13. april - Katarina Medičejska, žena francoskega kralja Henrika II. (†1589)
- 6. junij - Andrea Cesalpino, italijanski zdravnik, filozof, botanik(† 1603)
- 12. junij - Cosimo I. de' Medici, toskanski nadvojvoda († 1574)
- 24. junij - Theodor Beza, francoski kalvinistični reformator († 1605)
- 22. julij - Papež Inocenc IX., italijanski kardinal, papež († 1591)

## Smrti
- 12. januar - Maksimilijan I., nemški kralj, cesar Svetega rimskega cesarstva (* 1459)
- 2. maj - Leonardo da Vinci, italijanski (toskanski) slikar, kipar, inženir (* 1452)
- 10. september - John Colet, angleški humanist in pedagog (* 1467)